# Matteo Ferrari (motociclista)
Matteo Ferrari   (Cesena, 12 de febrer de 1997) és un pilot de motociclisme italià que va guanyar la primera Copa del món de MotoE disputada, la del 2019.

## Resultats al Mundial de motociclisme
Barem de puntuació de 1993 ençà:
| Posició | 1  | 2  | 3  | 4  | 5  | 6  | 7 | 8 | 9 | 10 | 11 | 12 | 13 | 14 | 15 |
| Punts   | 25 | 20 | 16 | 13 | 11 | 10 | 9 | 8 | 7 | 6  | 5  | 4  | 3  | 2  | 1  |

(Ids. Grans Premis | Llegenda) (Curses en negreta indiquen pole; curses en  itàlica indiquen volta ràpida)
| Any  | Categoria | Moto      | 1        | 2       | 3       | 4      | 5       | 6        | 7      | 8        | 9       | 10      | 11      | 12      | 13       | 14      | 15      | 16      | 17      | 18     | 19  | 20  | Pos | Pts   |
| ---- | --------- | --------- | -------- | ------- | ------- | ------ | ------- | -------- | ------ | -------- | ------- | ------- | ------- | ------- | -------- | ------- | ------- | ------- | ------- | ------ | --- | --- | --- | ----- |
| 2013 | Moto3     | FTR Honda | QAT 24   | AME 19  | ESP 21  | FRA 17 | ITA Ret | CAT 24   | NED 27 | GER 20   | INP 15  | CZE 20  | GBR 17  | SM Ret  | ARA Ret  | MAL Ret | AUS DNS | JPN Ret | VAL 15  |        |     |     | 27è | 2     |
| 2014 | Moto3     | Mahindra  | QAT Ret  | AME Ret | ARG Ret | ESP 25 | FRA 21  | ITA 14   | CAT 21 | NED 13   | GER 9   | INP Ret | CZE 20  | GBR 24  | SM Ret   | ARA Ret | JPN 24  | AUS 24  | MAL Ret | VAL 25 |     |     | 22è | 12    |
| 2015 | Moto3     | Mahindra  | QAT 21   | AME 15  | ARG 21  | ESP 18 | FRA Ret | ITA 24   | CAT 21 | NED 24   | GER 25  | INP 29  | CZE 21  | GBR Ret | SM 23    | ARA     | JPN     | AUS     | MAL     | VAL    |     |     | 33è | 1     |
| 2019 | MotoE     | Energica  | GER 5    | AUT 5   | SM1 1   | SM2 1  | VAL1 3  | VAL2 5   |        |          |         |         |         |         |          |         |         |         |         |        |     |     | 1r  | 99    |
| 2020 | MotoE     | Energica  | ESP 2    | ANC Ret | SM 1    | EMI1 3 | EMI2 1  | FRA1 Ret | FRA2 5 |          |         |         |         |         |          |         |         |         |         |        |     |     | 2n  | 97    |
| 2021 | MotoE     | Energica  | ESP 6    | FRA 8   | CAT 7   | NED 4  | AUT 8   | SM1 4    | SM2 1  |          |         |         |         |         |          |         |         |         |         |        |     |     | 3r  | 86    |
| 2022 | MotoE     | Energica  | ESP1 3   | ESP2 6  | FRA1 4  | FRA2 7 | ITA1 2  | ITA2 1   | NED1 4 | NED2 · 4 | AUT1 14 | AUT2 9  | SM1 3   | SM2 1   |          |         |         |         |         |        |     |     | 3r  | 162.5 |
| 2023 | MotoE     | Ducati    | FRA1 Ret | FRA2 1  | ITA1 2  | ITA2 3 | GER1 4  | GER2 7   | NED1 1 | NED2 1   | GBR1 8  | GBR2 7  | AUT1 16 | AUT2 2  | CAT1 4   | CAT2 5  | SM1 6   | SM2 7   |         |        |     |     | 3r  | 216   |
| 2024 | MotoE     | Ducati    | POR1 12  | POR2 8  | FRA1 8  | FRA2 8 | CAT1 8  | CAT2 8   | ITA1 8 | ITA2 7   | NED1 5  | NED2 9  | GER1 4  | GER2 6  | AUT1 Ret | AUT2 6  | SM1 6   | SM2 6   |         |        |     |     | 8è  | 132   |
| 2024 | Moto2     | Kalex     | QAT      | POR     | AME     | ESP 15 | FRA     | CAT      | ITA    | NED      | GER     | GBR     | AUT     | ARA     | SM       | EMI Ret | INA     | JPN     | AUS     | THA    | MAL | SLD | 30è | 1     |

 Només la meitat dels punts atorgats en haver-se completat menys de dos terços de la distància de la cursa (però almenys tres voltes completes)